# Certhilauda subcoronata
Certhilauda subcoronata е вид птица от семейство Чучулигови (Alaudidae).

## Разпространение
Видът е разпространен в Ангола, Намибия и Южна Африка.